# From Beyond
From Beyond és una pel·lícula de ciència-ficció de terror corporal estatunidenca del 1986 dirigida per Stuart Gordon, basada lliurement en el relat homònim de H. P. Lovecraft. El guió va ser escrit per Dennis Paoli, Gordon i Brian Yuzna, i protagonitzada per Jeffrey Combs, Barbara Crampton, Ken Foree i Ted Sorel.
From Beyond se centra en un parell de científics que intenten estimular la glàndula pineal amb un dispositiu anomenat Resonator, amb el resultat imprevist de percebre criatures d'una altra dimensió. Les criatures arrosseguen el científic cap al seu món, tornant-lo com un grotesc monstre que canvia de forma i que depreda els altres al laboratori.

## Trama
El científic Dr. Edward Pretorius ha desenvolupat el Resonator, una màquina que permet a qui es trobi dins del seu abast veure més enllà de la realitat perceptible normal. El seu assistent, el doctor Crawford Tillinghast, activa la màquina i veu estranyes criatures a l'aire. És mossegat per una d'elles. Notifica a Pretorious sobre la funcionalitat de la màquina. Pretorius, impulsat per la luxúria de poder i coneixement, encén la màquina i es torna boig amb els sentiments que provoca el Resonator. El Resonator funciona malament a plena potència, provocant el pànic en Crawford i la fugida. Quan la policia arriba, troben Pretorius decapitat, però sense sang. Crawford és arrestat per assassinat.
Crawford està ingressat en una sala psiquiàtrica, on és tractat per la doctora Katherine McMichaels. Després que Crawford faci el seu relat de la mort de Pretorius, Katherine ordena que Crawford se sotmeti a una TAC, que mostra que la glàndula pineal de Crawford està engrandida i creixent. Convençuda de la innocència de Crawford, Katherine l'ha alliberat sota la seva custòdia i el porta de tornada a la casa de Pretorius i al Resonator. Estan acompanyats pel detectiu Bubba Brownlee, que va investigar la mort de Pretorius.
Katherine i Crawford reconstrueixen el Resonator. Crawford reactiva la màquina, la qual cosa fa que apareguin més criatures juntament amb un Dr. Pretorius nu. Amb la seva consciència ara alterada i expandida, Pretorius parla d'un món més enllà que és més plaent que la realitat normal, i que la seva mort va ser un mitjà per ascendir a aquest regne. Pretorious ataca a Crawford, Bubba i Katherine amb els braços coberts de llim. Crawford apaga el Resonator, fent desaparèixer Pretorius i les criatures.
La Katherine creu que el Resonator podria portar llum a les víctimes de l'esquizofrènia i el dany cerebral i suggereix que el tornin a activar, però Bubba i Crawford no estan d'acord. Mentre en Bubba i en Crawford dormen, la Katherine s'aixeca i el torna a encendre, donant lloc a l'ara mutat Pretorius. Pretorius agafa la Katherine, preparant-se per menjar-se la ment i portar-la al món del més enllà. Crawford i Bubba baixen al soterrani per apagar l'energia, però es troben amb un monstre gegant semblant a un cuc, que ataca Crawford. En Bubba aconsegueix apagar l'energia, rescatant Crawford i Katherine i expulsant Pretorius.
Bubba decideix que haurien de marxar de casa. Pretorius d'alguna manera torna i el Resonator es torna a encendre, mentre tots tres corren cap a l'àtic per desactivar-lo. Katherine i Crawford són atacats per criatures semblants a les abelles, i mentre en Bubba els allunya del camí, és devorat fins als ossos. Crawford lluita contra Pretorius i allibera la Katherine, però aleshores la seva glàndula pineal engrandida li surt del front. Katherine curtcircuita la màquina ruixant-la repetidament amb un extintor.
Ella porta a Crawford de tornada a l'hospital, on és avaluada per bogeria i esquizofrènia, ja que la seva història era com la de Crawford. Mentre la Katherine està sent preparada per a un tractament de xoc per part d'un membre del personal sàdic, Crawford desenvolupa una fam aclaparadora pel cervell humà i mata el doctor Bloch, superior de Katherine. Katherine s'escapa i torna a la casa amb una bomba. Un Crawford boig la segueix.
Katherine col·loca una bomba cronometrada al Resonator. Crawford l'ataca. Quan ell està a punt de menjar-se el cervell, ella li mossega la glàndula pineal, tornant-lo als seus sentits. La voluntat del Dr. Pretorius torna a connectar els cables tallats del ressonador i arregla el dany del curtcircuit. Pretorius torna i s'empassa Crawford sencer. Abans que Pretorius pugui fer el mateix amb la Katherine, la consciència de Crawford lluita pel control dins de Pretorius, les consciències oposades destrossant el seu cos compartit. La Katherine s'escapa per la finestra de l'àtic just quan la bomba explota, destruint el Resonator i matant tant a Pretorius com a Crawford.
Aterrant a l'exterior, Katherine es trenca una cama i els veïns s'agrupen al seu voltant mentre pateix una crisi mental, dient "Se l'ha menjat!" mentre riu embogidamentt plora.

## Repartiment
- Jeffrey Combs com el Dr. Crawford Tillinghast
- Barbara Crampton com la doctora Katherine McMichaels
- Ted Sorel com el Dr. Edward Pretorius
- Ken Foree com a Bubba Brownlee
- Carolyn Purdy-Gordon com a Dr. Bloch
- Bunny Summers com a Dama veïna
- Bruce McGuire com Jordan Fields

## Producció
El director Stuart Gordon havia treballat anteriorment amb els actors Jeffrey Combs i Barbara Crampton a Re-Animator, i els va agafar en part perquè s'havia acostumat a treballant amb una companyia d'actors durant la seva etapa al teatre, i va considerar que fer el mateix amb les pel·lícules de Lovecraft permetria als actors adaptar-se més ràpidament a la seva direcció. Estava interessat en la possibilitat de fer una sèrie de pel·lícules sobre relats de H. P. Lovecraft amb el mateix repartiment, com les adaptacions d'Edgar Allan Poe de Roger Corman. Gordon, Combs i Crampton treballarien junts en una tercera adaptació de Lovecraft el 1995, el directe a vídeo Castle Freak, i Gordon dirigiria més tard versions de dues obres més de Lovecraft: la pel·lícula Dagon el 2001, i el segon episodi de la sèrie de televisió Masters of Horror, H. P. Lovecraft's Dreams in the Witch-House, el 2005. Molts membres del personal de producció de Re-Animator també van tenir papers similars a la producció de From Beyond, inclòs el guionista Dennis Paoli, el productor Brian Yuzna, el productor executiu Charles Band, el director de fotografia Mac Ahlberg i els artistes d'efectes especials John Carl Buechler i John Naulin.
Albert Band, que va exercir com a director de producció de From Beyond, també fa una aparició sense acreditar com a Wino.L'aleshores esposa de Gordon, Carolyn Purdy-Gordon, va participar en un petit paper en moltes de les pel·lícules de Gordon, i a From Beyond va interpretar a la Dra. Bloch, subjecte de la famosa escena de xuclar els globus oculars.
From Beyond es va rodar a Itàlia amb un equip italià per tal d'estalviar diners. Gordon diu que la pel·lícula hauria costat quinze milions de dòlars fer-la als Estats Units, mentre que la producció estrangera li va permetre mantenir els costos a aproximadament dos milions i mig de dòlars. Va ser rodada en un escenari sonor anomenat Dinocitta als afores de Roma. Dinocitta va ser construïda originalment per Dino DeLaurentiis, però el govern va embargar-lo per impagament d'impostos, i després fou venuda a Empire Studios. From Beyond va ser una de les primeres pel·lícules rodades en aquell lloc durant el seu període de propietat per part d'Empire. Gordon va rodar la seva pel·lícula Nines al mateix temps, i es va estrenar l'any següent.
Igual que amb la seva pel·lícula anterior Re-Animator, Gordon va fer servir assessors mèdics per assegurar-se que les accions preses pels metges i les infermeres de la pel·lícula seguien els procediments mèdics adequats. Quatre equips d'efectes especials diferents van treballar en els efectes de From Beyond. Segons Yuzna, la producció es va quedar sense diners abans que poguessin acabar els efectes del final.
Segons Gordon, aconseguir una qualificació "R" de l'MPAA va ser una prova difícil, perquè la MPAA li va dir que era l'efecte acumulatiu del contingut gràfic en lloc de qualsevol contingut específic en el seu primer tall de la pel·lícula presentat que va més enllà del que el públic esperaria d'una pel·lícula amb una classificació "R", cosa que li dificultava saber què havia de tallar per obtenir una qualificació "R". Va presentar diversos talls de la pel·lícula a la MPAA, cada vegada fent petits retalls sense eliminar cap seqüència sencera, abans que finalment li enviessin un missatge que si retallava un únic fotograma específic, li donarien una "R". Ell més tard va dir que aquest procés va acabar enfortint la pel·lícula, ja que el tall final deixava més a la imaginació de l'espectador i els donava menys temps per estudiar els efectes especials i esbrinar com es feien.

## Estrena
MGM va llançar un tall sense classificació de From Beyond, que conté el metratge que va ser esborrat de la pel·lícula per tal d'aconseguir-li una qualificació "R". From Beyond abans només s'havia llançat en la seva forma original amb classificació R. Aquesta versió més llarga, "tallada del director" es va emetre al Monsters HD Channel i posteriorment va ser llançada en DVD per MGM l'11 de setembre de 2007.
El 26 de març de 2013, Scream Factory va llançar una edició de col·leccionista del "tall del director" sense classificació de From Beyond en un paquet combinat de Blu-ray/DVD.

## Premis i recepció
La pel·lícula va rebre crítiques generalment positives de la crítica. Al lloc web de ressenyes Rotten Tomatoes, la pel·lícula manté un 79% d'aprovació per part dels crítics, amb una valoració mitjana de 6,8/10 basada en 19 ressenyes al novembre de 2022.
Roger Ebert del Chicago Sun-Times va donar a la pel·lícula dues estrelles i mitja sobre quatre i va escriure que "no té la singularitat estranya de la primera pel·lícula de Gordon, però sí que l'estableix en la tradició dels directors de terror de Hollywood que ho intenten realment: directors com James Whale, Tod Browning i Roger Corman. En un moment en què gairebé qualsevol pel·lícula d'explotació pot guanyar diners si els seus anuncis són prou intel·ligents, aquesta és una pel·lícula que intenta barrejar una mica de sàtira i art amb el llim." Variety va assenyalar: "Menys desgastat i una mica més convencional que el seu llargmetratge debut, Re- Animator, el seguiment d'H.P. Lovecraft de Stuart Gordon, From Beyond, encara es manté com una entrada de terror eficaçment horripilant que hauria d'agradar als fans del gènere." Patrick Goldstein, crític de cinema de Los Angeles Times, va dir que tot i que From Beyond és més convencional que Re-Animator, mancant del seu angle còmic, té un ritme, un simbolisme visual i una crueltat igualment excel·lents. Va escriure: "From Beyond és una pel·lícula de terror amb alguns trucs deliciosament viscosos per als nens, però també algunes delícies impactants per als adults." Gene Siskel, crític del cinema del Chicago Tribune, també va gaudir de la pel·lícula, atorgant-li tres estrelles de quatre i anomenant-la "una pel·lícula de terror prou decent i de baix pressupost que ofereix el que el públic té tots els motius per esperar: una brutícia divertida i horrible". William Wolf del Gannett News Service va puntuar la pel·lícula amb mitja estrella sobre quatre. Va criticar la pel·lícula pel seu fort contingut gore, així com pel tractament sadomasoquista de les dones. A la seva ressenya, Wolf va escriure: "El gore es torna progressivament més estómac sense gaire intel·ligència, i al cap d'un temps From Beyond es converteix en exagerat, més repugnant que espantós o divertit."
La revisió de la pel·lícula d'AllMovie va ser favorable, i va escriure: "Gordon és aquella rara raça que realment troba inspiració en un altre creador i utilitza aquesta inspiració per crear una pel·lícula que capti l'essència d'aquest creador mentre segueix sent totalment i únicament seva. propi", anomenant-lo "un viatge d'emoció sagnant d'una pel·lícula".
La banda sonora de Richard Band va guanyar el premi a la millor banda sonora original al XIX Festival Internacional de Cinema Fantàstic de Sitges, així com el premi als millors efectes especials i el Premi del Jurat Internacional de la Crític.
Al seu llibre Lurker in the Lobby: A Guide to the Cinema of H. P. Lovecraft, Andrew Migliore i John Strysik escriuen que "From Beyond és una delícia visual", però afegeixen que el "gros excés sexual de la pel·lícula". pot desagradar als fanàtics de Lovecraft."